# Boulevard du Maréchal-Leclerc
Pour les articles homonymes, voir Boulevard Maréchal-Leclerc (Grenoble) et Rue du Général-Leclerc.
Le boulevard du Maréchal-Leclerc (en occitan : baloard del Marescal Leclerc) est une voie de Toulouse, chef-lieu de la région Occitanie, dans le Midi de la France.

## Situation et accès

### Description
Le boulevard du Maréchal-Leclerc est une voie publique. Il se situe dans le quartier de Compans-Caffarelli.
Il naît perpendiculairement à l'allée de Barcelone, dans l'axe du pont du Maréchal-Leclerc, qui traverse le canal de Brienne. Long de 361 mètres, large de 40 mètres et rectiligne, il est orienté au nord-est. Il reçoit, à droite, à la rue Francisque-Sarcey et donne naissance, à gauche, à la rue Bergeaud, puis à la rue de Rennes. Il se termine au carrefour de la rue Lancefoc et du boulevard Lascrosses.
La chaussée compte trois voies de circulation, dont une réservée aux transports en commun, de l'allée de Barcelone vers le boulevard Lascrosses, et une seule voie réservée dans le sens inverse. Elle appartient à une zone 30 et la vitesse y est limitée à 30 km/h.

### Voies rencontrées
Le boulevard du Maréchal-Leclerc rencontre les voies suivantes, dans l'ordre des numéros croissants (« g » indique que la rue se situe à gauche, « d » à droite) :
1. Allée de Barcelone
2. Rue Francisque-Sarcey (d)
3. Rue Bergeaud (g)
4. Rue de Rennes (g)
5. Boulevard Lascrosses (g)
6. Rue Lancefoc (d)

### Transports
Le boulevard du Maréchal-Leclerc est parcouru et desservi par la ligne de Linéo L1. Au sud, l'allée de Barcelone compte des arrêts de la navette Ville, tandis que, au nord, le boulevard Lascrosses est desservi par les lignes de Linéo L1L14 et de bus 45. Plus loin, sur l'esplanade Compans-Caffarelli se trouve la station du même nom, sur la ligne de métro .
Il existe plusieurs stations de vélos en libre-service VélôToulouse, les stations no 85 (2 boulevard du Maréchal-Leclerc) et no 87 (47 boulevard Lascrosses).

## Odonymie

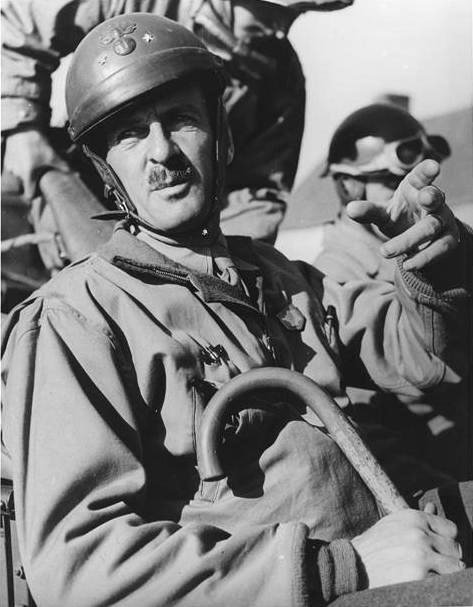
Portrait de Philippe Leclerc de Hauteclocque (vers 1944, John Downey, US Office of War Information/château de Blérancourt).

Le boulevard prit d'abord le nom de l'Artillerie, car il se trouvait à proximité de l'école d'artillerie, installée en 1807 dans l'ancien couvent des Capucins (emplacement de l'actuelle université Capitole, site de l'Arsenal, no 2 rue du Doyen-Gabriel-Marty), et des deux casernes d'artillerie – la caserne Caffarelli, construite en 1851, et la caserne Compans, achevée en 1859. En 1860, il devint le boulevard Saint-Pierre, car il longeait le faubourg Saint-Pierre, qui se développait entre le rempart de l'Arsenal (actuel boulevard Armand-Duportal) et le canal de Brienne.
C'est en 1955 que le conseil municipal décida de donner au boulevard le nom de Philippe Leclerc de Hauteclocque (1902-1947). Un des principaux chefs militaires de la France libre durant la Seconde Guerre mondiale, figure majeure de la Libération, il était notamment connu pour avoir commandé la 2e division blindée. Fait compagnon de la Libération, il fut élevé en 1952 à la dignité de maréchal de France, comme Jean de Lattre de Tassigny et Alphonse Juin. Le nom de Leclerc avait été proposé, dès 1948, pour renommer la rue de Bayard, la rue de Metz, la rue du Languedoc et le boulevard Lazare-Carnot : c'est finalement le boulevard de l'Artillerie qui fut choisi. Il est par ailleurs remarquable qu'il existait déjà, depuis 1947, une rue du Tchad, dans le quartier de la Patte-d'Oie, nommée en l'honneur du régiment de marche du Tchad, régiment d'infanterie de la 2e division blindée commandée par le général Philippe Leclerc de Hauteclocque, et une rue de Koufra, dans le quartier de Bonnefoy, nommée d'après la bataille de Koufra, première victoire du régiment de marche du Tchad.

## Patrimoine et lieux d'intérêt
- no  2 : immeuble[8].

- no  16 : maison. 
La maison, construite en 1911, est représentative du style historiciste. Elle s'élève à l'angle de la rue Francisque-Sarcey et compte quatre niveaux : un sous-sol semi-enterré, un rez-de-chaussée surélevé, un étage et un comble à surcroît. La façade est animée par les jeux de dissymétrie. Ainsi, le sous-sol est souligné par un appareil de pierre, tandis que, aux niveaux supérieurs, la façade est en brique. La travée de gauche, mise en valeur par un léger ressaut, par rapport aux deux travées de droite, est surmontée au niveau du comble par un pignon qui soutient un fronton curviligne en pierre à l'amortissement. Les ouvertures sont également différentes : larges pour la travée de gauche, plus étroites pour les deux travées de droite, elles sont simples ou doubles, surmontées de corniches segmentaires ou en plein cintre. À l'étage, la fenêtre de la travée centrale ouvre sur un balcon soutenu par des consoles en pierre et doté d'un garde-corps en fonte. L'élévation est couronnée par une corniche à modillons en pierre[9].

- no  26 : immeuble (1922)[10].
- no  34 : immeuble (1934, Richard Coville)[11].
- no  38 : maison[12].